# Sara López
Sara José López Bueno (Pereira, 24 de abril de 1995) es una deportista colombiana que compite en tiro con arco, en la modalidad de arco compuesto. Ganó siete medallas en el Campeonato Mundial de Tiro con Arco al Aire Libre entre los años 2013 y 2023.

## Palmarés internacional
| Campeonato Mundial al Aire Libre | Campeonato Mundial al Aire Libre | Campeonato Mundial al Aire Libre | Campeonato Mundial al Aire Libre |
| Año                              | Lugar                            | Medalla                          | Prueba                           |
| -------------------------------- | -------------------------------- | -------------------------------- | -------------------------------- |
| 2013                             | Belek (Turquía)                  | Medalla de oro                   | Equipo                           |
| 2015                             | Copenhague (Dinamarca)           | Medalla de bronce                | Individual                       |
| 2017                             | Ciudad de México (México)        | Medalla de oro                   | Equipo                           |
| 2021                             | Yankton (Estados Unidos)         | Medalla de oro                   | Individual                       |
| 2021                             | Yankton (Estados Unidos)         | Medalla de oro                   | Equipo                           |
| 2021                             | Yankton (Estados Unidos)         | Medalla de oro                   | Equipo mixto                     |
| 2023                             | Berlín (Alemania)                | Medalla de plata                 | Equipo mixto                     |